# ما قبل الروضة

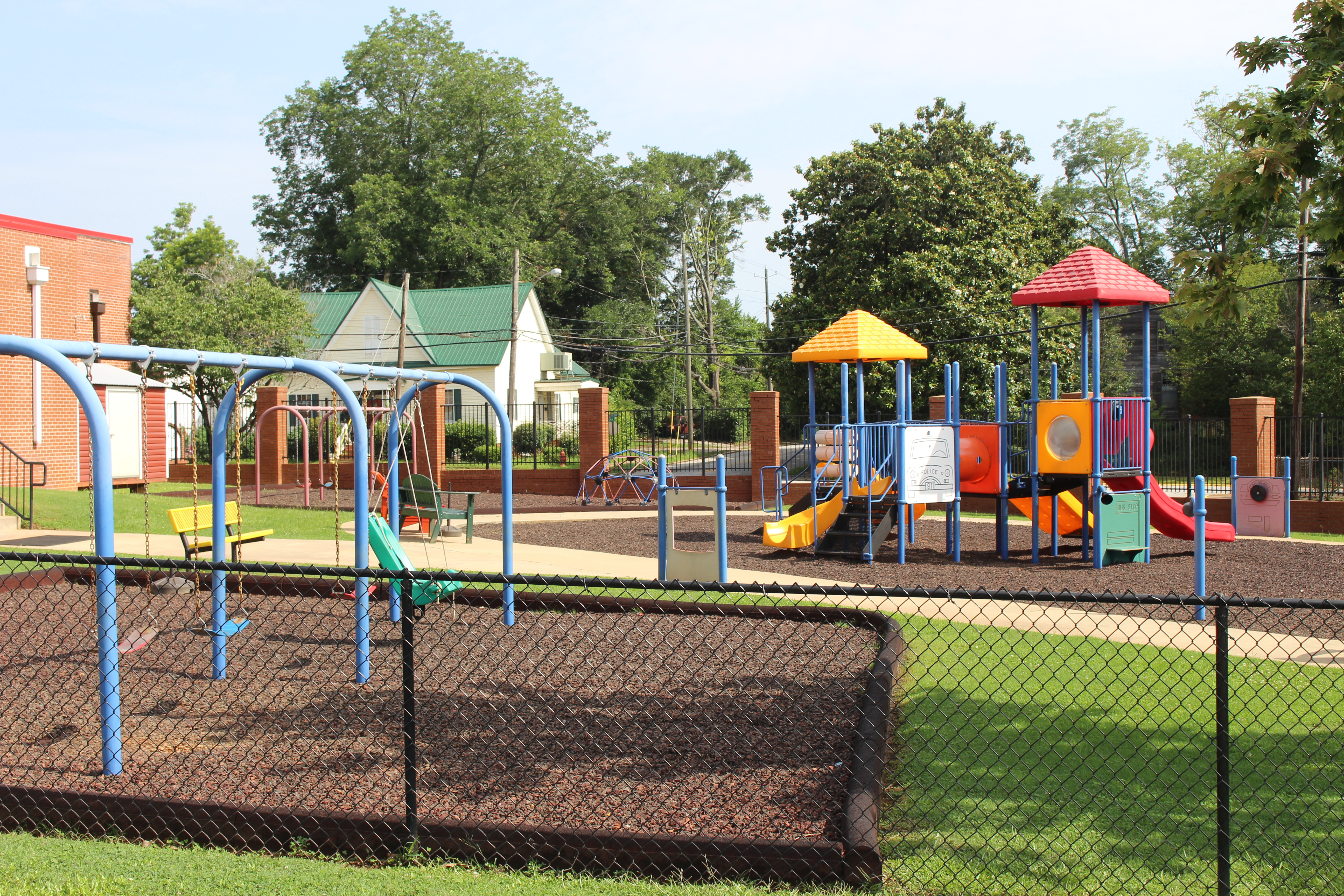

إن مرحلة ما قبل الروضة (وتسمى أيضًا Pre-K أو PK) هي أول بيئة تعلم قائمة على الفصل المدرسي يحضرها الطفل عادة في الولايات المتحدة. وتبدأ بين أعمار 3-5 اعتمادًا على طول البرنامج. وقد أُنشئت هذه المرحلة لإعداد الطلاب بشكل مكثف تعليميًا وأكاديميًا لمرحلة روضة الأطفال كما أنها تعد الصف الدراسي التقليدي «الأول» الذي يشارك فيه تلاميذ المدارس، ولكن مرحلة ما قبل الروضة غير مطلوبة. ومن ناحية أخرى، تعمل هذه المرحلة كوسيلة لإعداد الأطفال (خاصة أولئك الأطفال الذين يحتاجون إلى فترة إعداد) للنجاح بشكل أكبر في مرحلة روضة الأطفال (غالبًا ما تكون إلزامية في العديد من الولايات الأمريكية). كما تعرف مرحلة ما قبل الروضة باسم الحضانة، ولكن تم إلغاء هذا المصطلح تدريجيًا خلال فترة التسعينيات من القرن العشرين (1990). وقد تأسس مشروع هيد ستارت عام 1965، كأول برنامج ممول اتحاديًا لمرحلة ما قبل الروضة. وتم تشغيل معظم برامج ما قبل الروضة بواسطة المنظمات الخاصة لغرض التنشئة الاجتماعية والفوائد التعليمية منذ عام 1922، ولكن لم تصبح برامج ما قبل الروضة ضرورية كي تدخل الأمهات سوق العمل إلا خلال العقود القليلة الماضية.

## الاختلافات
غالبًا ما يستخدم المصطلح ما قبل الروضة بالتبادل مع مفاهيم «الرعاية النهارية» و«رعاية الطفل»؛ ومع ذلك، تركز هذه الإعدادات المبكرة الأخرى في مرحلة الطفولة هدفها على الرعاية البديلة للأطفال حين يكون آباؤهم/أولياء أمورهم القانونيون غائبين مقابل تركيز مرحلة ما قبل الروضة على بناء المهارات. ويمكن أن تشمل التدريب الأكاديمي أو أنشطة التنشئة الاجتماعية فقط.
وعلى الرغم من ذلك، تميز إعدادات ما قبل الروضة نفسها بأنها تركز بالتساوي على إتمام نمو الطفل (1) الاجتماعي و (2) النمو البدني (3) والتطور العاطفي و (4) التطور المعرفي. كما أنها عادة ما تتبع مجموعة من معايير التدريس التي وضعتها المنظمة في وضع المناهج التعليمية والأنشطة/الأهداف التعليمية. ويقترب المصطلح «تعليم ما قبل المدرسي» بشكل أكثر دقة من اسم «تعليم ما قبل الروضة» حيث يركز كلاهما على حصاد مجالات تنمية الطفل الأربعة نفسها بطريقة موجهة حسب الموضوع الدراسي. وغالبًا ما يشير المصطلح «تعليم ما قبل المدرسي» إلى المدارس المملوكة والتي تعمل كمدارس خاصة أو مدارس دينية، بينما تشير مراحل ما قبل الروضة إلى فصول هذه المدارس التي تعمل داخل إحدى المدارس العامة تحت إشراف مدير المدرسة العامة والممولة بالكامل من قبل الدولة أو الأموال المخصصة حكوميًا والتبرعات الخاصة.

## K-2
غالبًا ما يستخدم المصطلح "K-2" بالتبادل (وبشكل مثير للجدل) مع «مرحلة ما قبل الروضة». وعلى الرغم من انتقاد خبراء التعليم في مرحلة الطفولة المبكرة لاستخدام المصطلح كوسيلة لترشيد استخدام نموذج رياض الأطفال ومهارات التدريس في فصول ما قبل الروضة، إلا أن المناطق التعليمية العامة تواصل دمج المصطلح كوسيلة لدمج مرحلة ما قبل الروضة في المسئولية الثابتة في إطار قانون عدم إهمال أي طفل.
معظم المناطق التعليمية تصف مرحلة ما قبل الروضة بأنها:
مرحلة ما قبل الروضة في الولايات المتحدة هي برنامج مبكر للتعلم لإعداد الأطفال، الذين يتم تحديد مستواهم بأنه في خطر، لمرحلة رياض الأطفال. وتقدم مرحلة ما قبل الروضة التعليم للأطفال الذين تكون أعمارهم 4 سنوات في 1 سبتمبر أو قبله. كما تقدم مرحلة ما قبل الروضة التعليم للأطفال الذين تكون أعمارهم 3 سنوات في 1 سبتمبر أو قبله، وهي مرحلة الأطفال في عمر 3 سنوات. وتمتد معظم البرامج لمدة 3 ساعات ولكن قد تمتد ليوم في بعض المدارس.
للتأهل مجانًا لمرحلة ما قبل الروضة يجب أن يكون الطفل عمومًا:
عمره 4 سنوات (بعض المناطق تقدم برامج لمن هم أعمارهم 3 سنوات) في 1 سبتمبر أو قبله ويلبي واحدًا من المعايير التالية:
إجادة محدودة للغة الإنجليزية.
(ملاحظة: هذا لا يشير إلا إلى الولايات المتحدة فقط، ففي كندا وغيرها من البلدان، قد لا تكون برامج ما قبل الروضة المجانية متاحة بالضرورة للآباء أو قد تكون لها معايير مختلفة للقبول).
المحرومون اقتصاديًا. يجب على الطلاب المؤهلين بصفتهم محرومين اقتصاديًا تلبية المبادئ التوجيهية الفيدرالية الخاصة بأهلية الدخل. وللتأهل، يجب أن يكون دخل الأسرة أقل من حوالي 175% من المبادئ التوجيهية الفيدرالية السنوية للفقر (الولايات المتحدة الأمريكية).
المشردون.
ابن أحد الآباء الذين قضوا خدمتهم في الجيش أو الذين أصيبوا أو قُتلوا أثناء الخدمة. يجب تقديم هوية وزارة الدفاع الأمريكية أو المستندات المناسبة.
أن يكون في وصاية الدولة أو كان فيها. يجب تقديم المستندات المناسبة من وزارة الأسرة والخدمات الوقائية.
وتجدر الإشارة إلى أن مصطلح «ما قبل الروضة» قد يكون له معان مختلفة في بلدان أخرى. ففي الهند، تعرف هذه المرحلة بالحضانة في مدارس رياض الأطفال باسم "Applekids".

## وصلات خارجية
- Child Care & Early Education Research Connections